# 미야모토 시게루
미야모토 시게루(일본어: 宮本茂, 1952년 11월 16일~ )는 일본 교토부 난탄시 출신의 게임 개발자이다. 《슈퍼 마리오브라더스》, 《동키콩》, 《젤다의 전설》, 《피크민》 등 수많은 작품을 개발하였으며 인기를 끌었다. 현재 닌텐도에서 대표이사역 전무 겸 정보개발본부장을 맡고 있다.

## 생애
1977년 가나자와 미술공예대학을 졸업했고, 전공은 공업디자인이었다. 같은 해, 어릴 때부터 완구에 흥미를 느끼고 있었기에 당시 트럼프를 주축으로 여러 가지를 만들고 있었던 완구회사인 닌텐도에 관심을 가진다. 닌텐도에서 디자이너는 모집하고 있지 않았지만 아버지 친구의 소개로 야마우치 사장과 직접 면접한 뒤 공업디자이너로서 입사한다. 거기까진 좋았는데 공업디자이너로서의 일은 도통 돌아오지 않고 포스터를 그리거나 오락실 장식을 하거나 했다.
1980년 닌텐도의 미국 법인이 아케이드게임 사업에 실패해서 재고를 처분하기 위해 NOA(Nintendo of America)의 사장이었던 아라카와 미노루(닌텐도의 전 사장 야마우치 히로시의 사위)가 게임을 만들어 ROM으로 보내달라고 닌텐도 본사에 의뢰한다. 하지만 “그런 장사가 될지 안 될지 모르는 것에다 쓸 만큼 손이 남지 않는다.”라는 이유로 한가하던 미야모토가 희생양이 된다. 그런데 여기서 미야모토가 개발한 것이 동키콩이었다. 프로그래밍을 제외한 게임 디자인, 캐릭터 디자인, 도트찍기 등, 대부분을 혼자서 담당한 이 게임은 대성공을 거두고 오히려 기판이 모자랄 정도로 인기를 얻게 되었다. 게임의 메인 캐릭터(나중에 “마리오”라는 이름이 붙게 된다)는 닌텐도의 마스코트 캐릭터가 된다. 그 후 야마우치의 “100명의 범재보다 1명의 천재”라는 사상으로부터 닌텐도의 중심적 개발자가 되어, 신설된 정보개발부 4팀(닌텐도 R&D4, 현 정보개발본부 닌텐도 EAD)의 팀장에 취임하게 된다.
1998년 AIAS 전당(AIAS Hall of Fame, 미국의 게임업계 공로자에게 주어지는 상)에 처음으로 올랐다. 2005년 3월에는 헐리우드 명성의 길을 따라 샌프란시스코 메트레온 센터에 만들어진 “게임의 길(Walk of Game)”에서 처음으로 별(star)을 받게 되었다.
2006년 3월 13일, 프랑스에서 훈장으로서 예술문화훈장 슈발리에장을 받게 된다. 인터뷰 내용은 “예술의 중심이나 마찬가지인 나라에서도 평가받게 되어 영광이다. 혼자서 한 일이 아니긴 하지만 게임업계 전체로서의 영광스런 일이기에 (훈장을) 받기로 했다.”라고 대답했다.
2006년 5월 10일부터 12일까지 사흘에 걸쳐 개최된 2006년 E3에서는 영화계의 거장 스티븐 스필버그와 Wii로 테니스 대결을 했고, 이것은 여러 매체에 보도되었다.

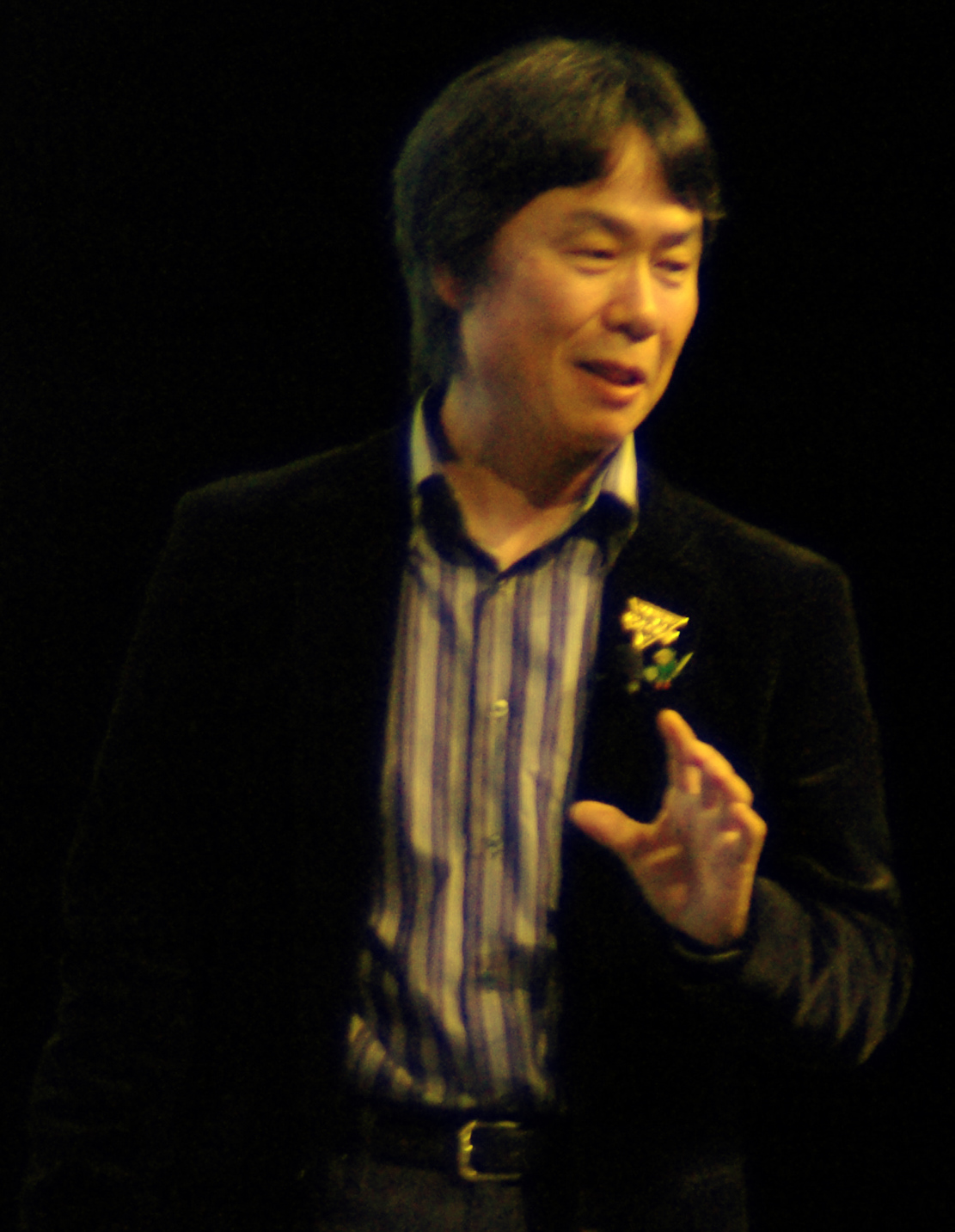
2007년 게임 개발자 회의에서 발표하는 미야모토 시게루

### 2011년~: Wii U와 3DS 그리고 닌텐도 스위치
이후 3DS 게임인 《슈퍼 마리오 3D랜드》와 《루이지 맨션 다크 문》, Wii U 게임인 《피크민 3》를 제작했다.
2015년 7월 11일 미야모토는 이와타 사토루 사장이 사망함에 따라, 다케다 겐조와 함께 대표이사로 임명되어 7월 13일부로 취임했다. 이후 9월 16일 기미시마 다쓰미가 닌텐도 회장직에 취임하면서 자리에서 물러났다. 미야모토는 추대 당시 '창조연구원'직에도 임명되어, 다케다와 함께 '지원 체계'로서 기미시마 회장에게 전문가 자문을 지원하게 되었다.
2017년 3월 3일에 발매예정이었던 사상 최초의 하이브리드 게임기 닌텐도 스위치와 개발중이었던 신작인 젤다의 전설 : 브레스 오브 더 와일드를 발표를 통해 전세계 게이머들이 이목을 집중시키고 있다. 또한 프레젠테이션때 미국현지에 있는 닌텐도 스토어 매장에서 NOA 사장이 축하인사 영상을 통해 게임플레이 하던 모습에 깜짝 등장하기도 하였다.

## 작품
- 마리오 시리즈
  - 슈퍼 마리오브라더스
  - 슈퍼 마리오브라더스 2
  - 슈퍼 마리오브라더스 3
  - 뉴 슈퍼 마리오브라더스
  - 뉴 슈퍼 마리오브라더스Wii
  - 뉴 슈퍼 마리오브라더스2
  - 뉴 슈퍼 마리오브라더스U
  - 슈퍼 마리오 3D랜드
  - 슈퍼 마리오 USA
  - 슈퍼 마리오 브라더스 4(슈퍼 마리오 월드)
  - 슈퍼 마리오 RPG
  - 슈퍼 마리오 64
  - 슈퍼 마리오 64DS(리메이크)
  - 슈퍼 마리오 션샤인
  - 슈퍼 마리오 월드2 요시 아일랜드
  - 슈퍼 마리오 갤럭시 (한국명:슈퍼 마리오Wii 갤럭시 어드벤처)
  - 슈퍼 마리오 갤럭시 2(한국명:슈퍼 마리오Wii2 갤럭시 어드벤처 투게더)
  - 슈퍼 마리오 카트
  - 마리오 카트 64
  - 마리오 카트 어드밴스
  - 마리오 카트 더블대쉬!!
  - 마리오 카트 DS
  - 마리오 카트 Wii
  - 마리오 카트 7
  - 마리오 카트 8
  - 슈퍼 마리오 3d월드
  - 슈퍼 마리오 래비드 킹덤 배틀
  - 루이지맨션3
  - 슈퍼 마리오 오디세이
- 젤다의 전설 시리즈
  - 젤다의 전설
  - 링크의 모험 (젤다의 전설 2라고 칭해지는)
  - 젤다의 전설 신들의 트라이포스
  - 젤다의 전설 꿈을 꾸는 섬
  - 젤다의 전설 시간의 오카리나
  - 젤다의 전설 꿈을 꾸는 섬 DX
  - 젤다의 전설 무쥬라의 가면
  - 젤다의 전설 이상한 나무 열매 (대지의 장, 시공의 장)
  - 젤다의 전설 바람의 택트
  - 젤다의 전설 신들의 트라이포스 & 4개의 검
  - 젤다의 전설 4개의 검+
  - 젤다의 전설 이상한 모자
  - 젤다의 전설 황혼의 공주
  - 젤다의 전설 스카이워드 소드
  - 젤다의 전설 신들의 트라이포스 2
  - 젤다의 전설 트라이포스 삼총사
  - 젤다의 전설 브레스 오브 더 와일드
- 피크민 시리즈
  - 피크민
  - 피크민 2
  - 피크민 3
  - HAY! 피크민
- 스타폭스 시리즈
  - 스타폭스
  - 스타폭스 64
  - 스타폭스 어드벤처
  - 스타폭스 어썰트
  - 스타폭스 커맨드
- 동물의 숲 시리즈
  - 동물의 숲+
- 거인 도신
- 포케몬 스냅
- 루이지 맨션
- 와일드트럭스
- 별의 커비 슈퍼 디럭스
- 웨이브레이스 시리즈
  - 웨이브레이스 64
  - 웨이브레이스 블루스톰
- 동물번장
- 메트로이드 프라임
- 동키콩
- 닌텐독스

## 주요 수상 경력
개인이 받은 것만 포함. 수많은 작품상은 생략했다.
- 1990년 일본문화디자인포럼 주최 ‘일본문화디자인상’ 수상
- 1993년 일본소프트웨어대상 실행위원회 주최 일본소프트웨어대상 '92MVP 수상
- 1996년 아사히신문사주최 아사히디지털엔터테인먼트 대상 ‘홈부문 개인상’ 수상
- 1997년 일본소프트웨어대상 실행위원회 주최 제5회일본소프트웨어대상 MVP 수상
- 1998년 ACADEMY OF INTERACTIVE AND SCIENCES 주최
- The First Interactive Achievement Awards ‘THE HALL OF FAME AWARD’ 수상
- 1998년 제 13회 멀티미디어그랑프리 1998 MMCA 회장상
- 2003년 영국 Golden Joystick Awards 2003 ‘Hall of Fame Industry Personality of the Year Award’ 수상
- 2004년 이시카와현 카나자와시 주최 eAT’04 KANAZAWA명인상 수상
- 2006년 프랑스정부 예술문화훈장 슈발리에장